# Beschreibende und malerische Darstellung der K. K. österreichischen Staatseisenbahn von Olmütz bis Prag
Beschreibende und malerische Darstellung der K. K. österreichischen Staatseisenbahn von Olmütz bis Prag (česky Popis a malířské zpodobení c. k. rakouské státní dráhy z Olomouce do Prahy) je pamětní publikace vydaná ke zprovoznění železniční trati Olomouc - Praha v roce 1845.

## Obsah
Publikace obsahuje:
24 stran textu popisuje stručně historii, průběh projektování, popis stavby železničního spodku i svršku i vlastní provoz trati. V textu je vložena rozkládací Tabulka uvažovaných tras pro výstavbu železnice mezi Vídní a Prahou.
Publikace dále obsahuje:
- na předním přídeští plán města Olomouce[p 1]
- dvacet listů se čtyřiceti litografickými vedutami měst a obcí na trase dráhy. Ilustrace jsou významným dokumentem o vzhledu obcí koncem první poloviny 19. století.

| list | první veduta | druhá veduta                                                                      |
| ---- | --- | --------------------------------------------------------------------------------- |
| 1    | Olmütz (Olomouc)                                                                                                  | Hradisch (Klášter Hradisko)                                                       |
| 2    | Station Stephanau, Sternberg im Hintergrunde (Štěpánov, v pozadí Šternberk)                                       | Station Littau, Littau im Hintergrunde. (Nádraží Litovel, v pozadí město Litovel) |
| 3    | Station Müglitz, Aussee im Hintergrunde (Nádraží Mohelnice, v pozadí Úsov)                                        | Müglitz (Mohelnice)                                                               |
| 4    | Fernsicht gegen Schönberg, vom Stationsplatze Hohenstadt (Pohled směrem k Šumperku z nádraží v Zábřehu na Moravě) | Hohenstadt (Zábřeh)                                                               |
| 5    | Das Sazawathal (údolí Sázavy)                                                                                     | Felseneinschnitt im Sazawathal (Skalní zářez v údolí Sázavy)                      |
| 6    | Hochstein (Hoštejn)                                                                                               | Tatenitz (Tatenice)                                                               |
| 7    | Überwölbter Einschnit bei Budigsdorf (Zaklenutý zářez u Krasíkova)                                                | Lukkau (Luková)                                                                   |
| 8    | Tunnel bei Triebitz (Tunel u Třebovice)                                                                           | Böhmisch Trübau (Česká Třebová)                                                   |
| 9    | Wildenschwert und Eingang in das Adlerthal (Ústí nad Orlicí a vstup do údolí Tiché Orlice)                        | Das Adlerthal (údolí Tiché Orlice)                                                |
| 10   | Brandeis (Brandýs nad Orlicí)                                                                                     | Tunnel bei Chotzen gegen Olmütz (Tunel u Chocně, portál směrem k Olomouci)        |
| 11   | Tunnel bei Chotzen gegen Prag (tunel u Chocně, portál směrem ku Praze)                                            | Schloss und Park bei Chotzen (zámek Choceň)                                       |
| 12   | Zamrsk (Zámrsk)                                                                                                   | Pardubitz (Pardubice)                                                             |
| 13   | Przelautsch (Přelouč)                                                                                             | Stuterei bei Kladrub (Hřebčín v Kladrubech nad Labem)                             |
| 14   | Schlucht bei Elbe-Teinitz (Údolí u Týnce nad Labem)                                                               | Elbe-Teinitz (Týnec nad Labem)                                                    |
| 15   | Neu-Kolin (Kolín)                                                                                                 | Radim (Radim)                                                                     |
| 16   | Böhmisch-Brod (Český Brod)                                                                                        | Auwal (Úvaly)                                                                     |
| 17   | Poczernitz (Dolní Počernice)                                                                                      | Hostawitz (Hostavice)                                                             |
| 18   | Key (Kyje) | Hlaupetin (Hloubětín)                                                             |
| 19   | Wisoczan (Vysočany)                                                                                               | Lieben (Libeň)                                                                    |
| 20   | Prager Invalidenhans (Pražská Invalidovna)                                                                        | Prager Bahnhof (Pražské nádraží)                                                  |

- tabule II. Přehledná mapa a podélné profily uvažovaných tras pro stavbu železnice mezi Vídní a Prahou a realizovaná trasa z Olomouce do Prahy.
- tabule III. - V. Situace a podélný profil Státní železnice z Olomouce do Prahy - tři horopisné mapy s výškovým profilem vedení trati
- tabule VI. Konstrukční systémy propustků a mostů.
- tabule VII. Tunel u Třebovice.
- tabule VIII. Tunel u Chocně.
- tabule IX. Nádraží v Praze.
- tabule X. Dispozice nádraží II. III. a IV. třídy - Pardubice (II. třída), Česká Třebová (III. třída), Zábřeh na Moravě (III. třída) a Mohelnice (IV. třída).
- na zadním přídeští je plán města Prahy[p 1]